# Agonopterix doronicella
Agonopterix doronicella is een vlinder uit de familie grasmineermotten (Elachistidae). De wetenschappelijke naam is voor het eerst geldig gepubliceerd in 1849 door Wocke.
De soort komt voor in Europa.